# Ö̃
Ö̃ (minuscule : ö̃), appelé O tréma tilde, est une lettre latine utilisée dans l’écriture du belanda viri, du sanuma ou du tsolyáni[réf. nécessaire].
Il s’agit de la lettre O diacritée d’un tréma et d’un tilde.

## Utilisation
En belanda viri, le o tréma tilde représente une voyelle mi-fermée postérieure arrondie avec un ton bas [o꜖]. Par exemple dans le mot dö́ö̃, « nuit ».

## Représentations informatiques
Le O tréma tilde peut être représenté avec les caractères Unicode suivants : 
- composé et normalisé NFC (supplément latin-1, diacritiques) :

| formes    | représentations | chaînes de caractères | points de code | descriptions                                      |
| --------- | --------------- | --------------------- | -------------- | ------------------------------------------------- |
| capitale  | Ö̃               | Ö◌̃                    | U+00D6 U+0303  | lettre majuscule latine o tréma diacritique tilde |
| minuscule | ö̃               | ö◌̃                    | U+00F6 U+0303  | lettre minuscule latine o tréma diacritique tilde |

- décomposé et normalisé NFD (latin de base, diacritiques) :

| formes    | représentations | chaînes de caractères | points de code       | descriptions                                                  |
| --------- | --------------- | --------------------- | -------------------- | ------------------------------------------------------------- |
| capitale  | Ö̃               | O◌̈◌̃                   | U+0045 U+0308 U+0303 | lettre majuscule latine o diacritique tréma diacritique tilde |
| minuscule | ö̃               | o◌̈◌̃                   | U+0065 U+0308 U+0303 | lettre minuscule latine o diacritique tréma diacritique tilde |